# دروکل
دروکلّ یا طبل یکی از سازهای متداول در بلوچستان است که همیشه در اجراهای دسته‌جمعی مورد استفاده قرار می‌گیرد. نوازندهٔ آن را دهلی یا دروکلی می‌نامند.